# آرتمیس ۱۰۵
سیارک ۱۰۵ (به انگلیسی: 105 Artemis) صد و پنجمین سیارک کشف شده‌است که در ۱۶ سپتامبر ۱۸۶۸ کشف شد.
قدر مطلق سیارک برابر ۸٫۵۷ است.